# Hrvoje Miholjević
Hrvoje Miholjević (* 8. Juni 1979 in Zagreb) ist ein ehemaliger kroatischer Radrennfahrer.
Hrvoje Miholjević begann seine Karriere 2005 bei dem slowenischen Continental Team Perutnina Ptuj. Im Juni 2006 wurde er Dritter beim GP Schwarzwald, den sein Teamkollege Jure Golčer gewann. Wenig später gewann er das Straßenrennen bei den Kroatischen Meisterschaften. Wegen seiner guten Resultate wurde er für die Straßen-Radweltmeisterschaften 2006 in Salzburg nominiert, beendete jedoch das Straßenrennen nicht.

## Erfolge
2001
- Kroatischer Meister – Straßenrennen

2006
- Kroatischer Meister – Straßenrennen

2007
- Coppa San Geo
- Gran Premio Capodarco

2008
- Gesamtwertung und eine Etappe Giro della Regione Friuli Venezia Giulia

2010
- Grand Prix Betonexpressz 2000

## Teams
- 2005 Perutnina Ptuj
- 2006 Perutnina Ptuj
- 2007 Loborika
- 2008 Loborika
- 2009 Loborika
- 2010 Loborika
- 2011 Loborika Favorit Team
- 2012 Loborika Favorit Team